# Dálnice v Albánii

Rychlostní limity v Albánii.

Dálnice v Albánii lze zařadit k méně rozvinutým v porovnání s ostatními dálničními systémy v Evropě. V roce 2017 je v Albánii v provozu 181 km dálnic. Maximální povolená rychlost je 110 km/h na dálnici, 90 km/h na hlavních městských cestách, 80 km/h mimo města a 40 km/h v zastavěných oblastech.

## Historie výstavby dálnic
Výstavba první albánské dálnice A1, která měla propojit druhé největší albánské město Drač a hranice s Kosovem. Dálnice tak bývá často nazývána Albánsko - Kosovská dálnice. Stavební práce začaly v roce 2006 a první úsek byl otevřen v červnu 2009. Další úseky postupně přibývaly, a Albánsko - Kosovské dálnici v současné době chybí asi 67 km k dokončení. Dostavba dálnice A1 je pro rozvoj albánské dopravy zásadní, zkrátí cestu mezi Albánií a Kosovem z cca 6 hodin na 2 hodiny. Od roku 2011 se staví také dálnice A2 tvořící obchvat měst Fier a Vlore a od roku a dálnice A3, která po dokončení spojí hlavní město Tiranu s městem Elbasan.

## Seznam dálnic

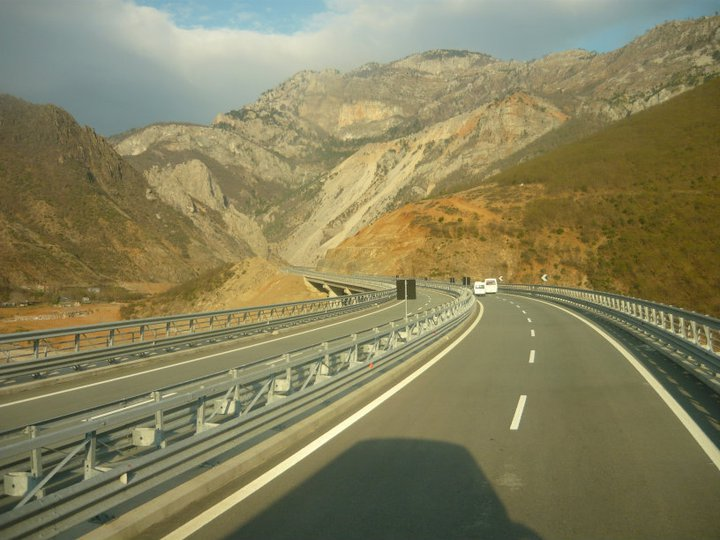
Dálnice A1 v úseku Drač - Morina

| Číslo      | Mapa            | Trasa                         | V provozu (km) | Celková délka (km) |
| ---------- | --------------- | ----------------------------- | -------------- | ------------------ |
| Dálnice A1 | Mapa Dálnice A1 | Drač - Lezhë - Kukës - Kosovo | 110            | 177                |
| Dálnice A2 | Mapa Dálnice A2 | Fier - Vlora                  | 45             | 46.5               |
| Dálnice A3 | Mapa Dálnice A3 | Tirana - Elbasan              | 26             | 110                |